# Muslim Magomajev
Muslim Magometovitsj Magomajev (Azerbeidzjaans: Müslüm Məhəmməd oğlu Maqomayev; Russisch: Муслим Магометович Магомаев; Bakoe, 17 augustus 1942 – Moskou, 25 oktober 2008) was een vooral in de Sovjet-Unie populaire bariton van Azerbeidzjaanse afkomst. Zijn carrière bereikte een hoogtepunt in de jaren 60 en 70.

## Biografie
Muslim Magomajev behoort tot een van de meest gerespecteerde artistieke families van Azerbeidzjan: zijn grootvader, die dezelfde naam had, was een vriend en tijdgenoot van de componist Uzeyir Hajibeyov en schreef zelf ook stukken. Magomajevs vader, Mohammed Magomajev, diende tijdens de Tweede Wereldoorlog in het Rode Leger en stierf in 1945, twee dagen voor het einde van de oorlog, en was voor de oorlog een getalenteerd schilder. Zijn moeder was een actrice.
In 1962 trad Magomajev voor het eerst op in Moskou, tijdens de "dagen van de Azerbeidzjaanse cultuur". Hij zong twee werken op een galaconcert op het hoofdpodium van de USSR, in het congrespaleis van het Kremlin, en werd een beroemdheid.
In 1964-1965 deed hij stage bij het Teatro alla Scala in Milaan, maar weigert bij zijn terugkeer het verzoek van het Bolsjojtheater om als vaste artiest op te treden: hij wilde zich concentreren op modernere muziek zoals pop, en werd zo het idool van vele muziekliefhebbers in de Sovjet-Unie.
In 1969 trad hij op in de Olympia in Parijs en Bruno Coquatrix bood hem een contract aan, maar het Ministerie van Cultuur van de USSR weigert hem te laten vertrekken, met het argument dat hij moest zingen op optredens georganiseerd door de regering.
Magomajev was ook een componist van liedjes en filmmuziek en speelde mee in films. In de jaren 70 en het begin van de jaren 80 kwam hij heel regelmatig op televisie en zong bijna elk jaar in de muziekwedstrijd "Pesnya Goda" (lied van het jaar) en geraakte daar 12 keer tot in de finale.

## Onderscheidingen

### Orden

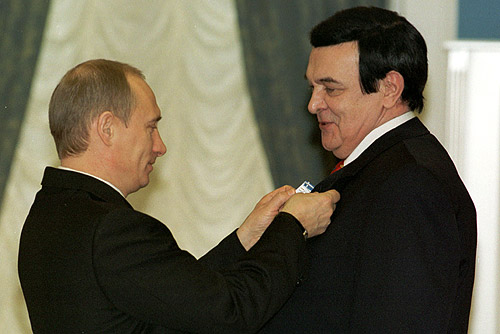
Magomajev ontvangt de Orde van de Eer uit de handen van Vladimir Poetin, 2002

- Orde van Istiglal (Azerbeidzjan, 2002)
- Orde van Sjohrat (Azerbeidzjan, 1997)
- Orde van de Eer (Rusland, 2002)
- Orde van de Rode Vlag van de Arbeid (USSR, 1971)
- Orde van de Volkerenvriendschap (USSR, 1980)

### Titels
- Volksartiest van de Sovjet-Unie
- Volksartiest van de Azerbeidzjaanse SSR
- Geëerde Artiest van Azerbeidzjaanse SSR
- Geëerde Artiest van de Tsjetsjeens-Ingoesjetische SSR

### Overige
- Eremedaille voor Mijnwerkers, 3de Klasse
- Insigne voor Diensten aan de Poolse Cultuur

In 1997 werd een planetoïde, 4980 Magomajev, naar hem vernoemd.

## Populaire nummers
- "Azerbajdzjan" ("Azərbaycan") - Azerbeidzjan
- "Melodija" ("Мелодия") - Melodie
- "Noktjoern" ("Ноктюрн") - Nocturne
- "Verni mne moezikoe" (""Верни мне музыку") - Geef me muziek
- "Koroleva krasoty" ("Королева красоты") - Schoonheidskoningin
- "Svadba" ("Свадьба") - Bruiloft
- "Loechsjij gorod Zemli" ("Лучший город Земли") - De mooiste stad ter wereld
- "Blagodarjoe tebja" ("Благодарю тебя") - Bedankt
- "Chertovo koleso" ("Чертово колесо") - Reuzenrad
- "Sertse Na Snegoe" ("Сердце на снегу") - Hart in de sneeuw
- "Goloebaja Tajga" ("Голубая тайга") - Blauwe taiga
- "Nam ne zjit' droeg bez droega" ("Нам не жить друг без друга") - We kunnen niet zonder elkaar
- "Loech Solntsa Zolotogo" ("Луч солнца золотого") - Gouden zon
- "Sinjaja Vechnost" ("Синяя вечность") - Eeuwig blauw
- "Solntsem opjanennij" ("Солнцем опьяненный") - Bedwelmd door de zon

- Gemeinsame Normdatei: 122638840
- International Standard Name Identifier: 0000 0001 1449 9429
- Library of Congress Control Number: n94084329
- Nationale Bibliotheek van Letland: 000095173
- MusicBrainz: 37177120-189b-418f-a01c-284ff0ed9d6c
- Nationale Bibliotheek van Tsjechië: js20020812390
- Nationale Bibliotheek van Israël: 987007443052005171
- Virtual International Authority File: 84220934
- WorldCat: E39PCjr99KmrxxxwfmDyQ6FHYP